# Верблюженское сельское поселение
Верблюженское се́льское поселе́ние — муниципальное образование в Саргатском районе Омской области Российской Федерации.
Административный центр — деревня Верблюжье.

## История
Статус и границы сельского поселения установлены Законом Омской области от 30 июля 2004 года № 548-ОЗ «О границах и статусе муниципальных образований Омской области».

## Население
| 2010  | 2011  | 2012  | 2013  | 2014  | 2015  | 2016  |
| ----- | ----- | ----- | ----- | ----- | ----- | ----- |
| 1150  | ↘1145 | ↗1166 | ↘1158 | ↗1165 | ↘1124 | ↘1111 |
| 2017  | 2018  | 2019  | 2020  | 2021  | 2023  |       |
| ↘1079 | ↗1090 | ↘1069 | ↗1077 | ↘914  | ↘885  |       |

## Состав сельского поселения
| № | Населённый пункт | Тип населённого пункта          | Население |
| - | ---------------- | ------------------------------- | --------- |
| 1 | Верблюжье        | деревня, административный центр | 965       |
| 2 | Тамбовка         | деревня                         | 185       |